# Budnicy

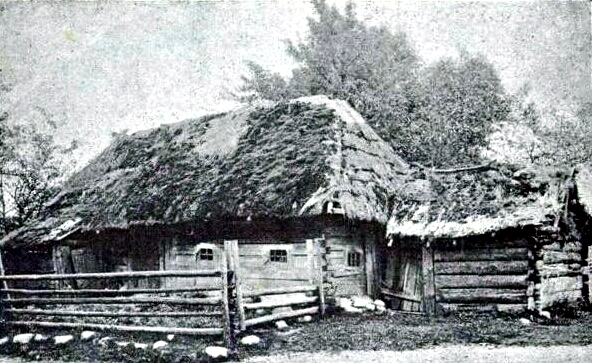
Kurna chata – w podobnych zabudowaniach mieszkali zwykle budnicy.

Budnicy – dawnej rzemieślnicy osiedlani w lasach, charakterystyczni dla terenów puszczańskich w XVIII i XIX wieku, uczestniczący w gospodarce leśnej i zajmujący się wyrębem lasu i pozyskiwaniem surowców pochodzących z lasu lub powstających z przerobu drewna (takich jak: smoła, węgiel drzewny, kalafonia, popiół drzewny, potaż, terpentyna, garbniki itp.).
Budnicy, w odróżnieniu od chłopów nie byli na stałe „przywiązani” do ziemi i byli ludźmi wolnymi.

W tych wszystkich Budach pańszczyzny żadney nie robią, tylko są na czynszu, podług wymiaru Rol, dają tylko kapłonów po dwa, grzybów po kopie y posługą oraz podróż podług drugich odprawują.

Budnik osiadając w najciemniejszych lasach sam siedział w lichej chatce, a zwalał, psuł i palił najpiękniejsze dęby, klony, jesiony, wiązy, graby. (...) Gdzie przeszedł budnik z siekierą swoją na plecach, z powiązaną sznurami strzelbą na ramieniu, głucha po nim cisza i pnie tylko a spruchniałe kłody po nim pozostały.

W związku z charakterem ich pracy, po wyeksploatowaniu okolicy (wycięciu drzew), w poszukiwaniu nowego źródła surowca ciągle przenosili się z miejsca na miejsce.
Budników spotkać można było w puszczach mazowieckich (min. Kampinoskiej, Wiskickiej, Korabiewskiej, Jaktorowskiej). Sprowadzani też byli z Mazowsza na Polesie i do Puszczy Białowieskiej.
Mieszkali w tymczasowych, naprędce skleconych, „budach”. Były to zwykle kurne chaty, dla ochrony przed chłodem częściowo zagłębione w ziemi. Po ich opuszczeniu takie osady zwykle ginęły. Niektóre z takich prowizorycznych osad rozwijały się jednak w większe wsie i przetrwały do dziś. W rejonie Puszczy Białowieskiej jest to np. wieś Masiewo, obecnie składająca się ze Starego Masiewa i Nowego Masiewa. Dwie wsie z tych okolic nawiązują swoją nazwą wprost do pierwotnej nazwy bud, są to Budy (w powiecie hajnowskim) i Budy (w powiecie białostockim), podobnie kilkadziesiąt wsi na zachodnim Mazowszu, które mają w nazwie słowo Buda, Budy lub Budki.
Pod koniec XVIII wieku podjęto próbę wysiedlenia budników poza teren Puszczy Białowieskiej; niektóre z ich osad zostały zamknięte bądź zlikwidowane. Część z budników zajęła się uprawą roli i pozostała na tych terenach. W tym okresie (był to koniec panowania króla Stanisława Augusta Poniatowskiego) nadawano im polany i (oczyszczone przez nich uprzednio z lasu) wytrzebiska leśne.
O potomkach budników i ich mowie wspomina w swoich listach Eliza Orzeszkowa, która pisze, że polszczyznę Bohatyrowiczów w swojej powieści Nad Niemnem wzorowała na ich mowie:

Czuje potrzebę upewnienia (…) Pana, że ją właśnie z ust ich wyjęłam (…) wydawać się ona może, szlachty tutejszej nie znającym, manierowaną i niezupełnie naturalną (…). Nie wiem jak jest z tym u szlachty innych guberni litewskich (…), ale tę, która mianowicie powiat grodzieński zamieszkuje, znam lepiej zapewne niż tę towarzyską sferę, z której sama pochodzę, więc bardzo dokładnie. Otóż jedną z cech najoryginalniejszych i najciekawszych, które tych ludzi wyróżniają jest właśnie ich mowa, ich polszczyzna. Zrazu nawykłym do dzisiejszego literackiego i salonowego języka wydaje się ona tak szczególną, że niektórych wyrażeń zrozumieć prawie nie można, a niektóre poczytuje się za nieprawidłowości językowe albo za naleciałości z języków innych. Jednak po wsłuchaniu się w nią długim i bacznym okazuje się ona po prostu starą polszczyzną i zupełnie czystą, tylko tak starą, że po wiele wyrazów chodzić trzeba do Reja albo Górnickiego. Wprawdzie rusinizmów mają oni trochę, ale te można śmiało upuścić z uwagi, bo jest ich mało i przyjętych tylko dla przedmiotów gospodarstwa (np. płot nazywają: Tyn, po rusińsku), chyba że idzie o najuboższych, wśród chłopskich wsi wypadkiem zamieszkałych, którzy chłopieją i w połowie już po rusińsku mówią. Ale takich bardzo niewielu. Aby przekonać się o poprawności mowy przez ogół ich używanej, zapytywałam o mnóstwo wyrazów dykcjonarza Lindego i na 100 jednego zaledwie tam nie znajdowałam, tyle, ze mnóstwo z nich (…) od dawna wyszły z użycia. Mówią np. niskąd, Liwczem, ostać, ni kędy itd., co wszystko jest w Lindem, czyli w starych autorach polskich. Gęsto też używają wyrazów z łaciny (…) co jest spuścizną po przedstuletnich przodkach. (…) Wszystko to razem przy bliższym wsłuchaniu się robi wrażenie mowy poważnej, czystej i zupełnie rodzimym duchem przejętej, tym więcej, że i składni, szykowi wyrazów i zwrotom okresów nadają jakiś ton staroświecczyzny. (…) Przysłowia bardzo stare, pieśni, których nikt już nie śpiewa, zagadki (…) garściami wśród nich zbierałam. (…)

Od siedmiu lat każde lato spędzam tuż obok okolicy szlacheckiej, z mieszkańcami jej żyjąc w zażyłości i przyjaźni (…) sposób mówienia, pieśni, przypowieści, koncepty wprost z ust ich brałam (…) Polacy to z krwi i ducha (…)